# Johan van Oldenbarnevelt

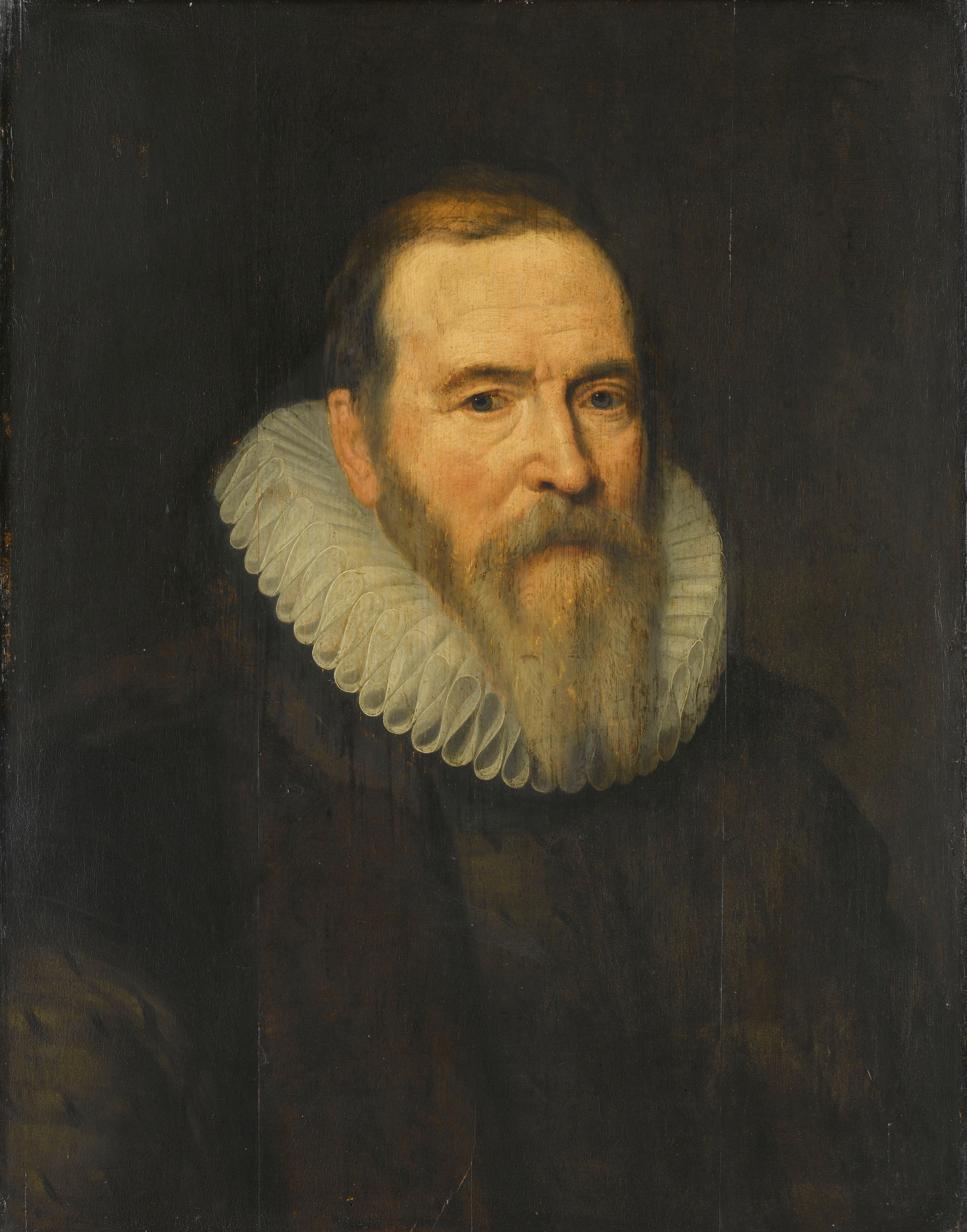
Johan van Oldenbarnevelt, målning av Michiel Jansz van Mierevelt.

Johan van Oldenbarnevelt eller Oldenbarneveld (av samtida ofta kallad Barnevelt), född den 25 september 1547 i Amersfoort inom en ansedd adlig familj, död den 13 maj 1619 i Haag, var en holländsk statsman (rådspensionär).

## Biografi
Oldenbarnevelt slog sig efter resor till utlandet ned som advokat i Haag. Vid nederländska frihetskrigets utbrott slöt sig Oldenbarnevelt, som till sin religiösa övertygelse var moderat kalvinist, till frihetsrörelsen och kämpade som frivillig bland annat vid Leidens försvar 1573-74. 1576 utnämndes han till råd och "pensionaris" (ledande magistratsperson) i Rotterdam; denna post, som medförde ledamotskap i provinsen Hollands ständer, gav honom möjlighet att spela en betydande roll, och hans stora energi, statsmannaförmåga och vältalighet gav honom inom kort en ledande ställning inom provinsen. 
Han blev Vilhelms av Oranien främste rådgivare och medhjälpare i befrielseverket. Han medverkade bland annat till bildandet av unionen i Utrecht (1579). Hans mest lysande tid inföll emellertid efter Vilhelms död (1584), då bördan att leda den
nederländska fristatens politik under de synnerligen svåra förhållanden, som då uppstod, föll på honom ensam. 
Det var på hans förslag, som den unge Morits av Oranien valdes till Hollands ståthållare och generalkapten. Under den från England till Nederländernas hjälp sände Leicesters guvernörstid var han ledare för de holländska ständernas motstånd mot Leicesters centralisationssträvanden, vilka bland annat tog sig uttryck i försök att genomdriva den kalvinistiska lärans uteslutande herravälde. Hävdande av provinsernas självständighet var över huvud ledstjärnan för Oldenbarnevelts inre politik. 
1586 utsågs Oldenbarnevelt till Hollands "landsadvokat"; i denna egenskap var han egentligen de holländska provinsständernas underordnade ämbetsman, men tack vare hans personliga inflytande och stora skicklighet kom ämbetet att medföra ledningen av provinsens både yttre och inre angelägenheter; såsom den mäktigaste provinsens förste minister kom Oldenbarnevelt att få ett bestämmande inflytande även i generalstaterna (de förenade nederländska provinsernas gemensamma representation) och blev sålunda faktiskt hela förbundsrepublikens styresman. Morits följde länge i allt Oldenbarnevelts fingervisningar. 
Oldenbarnevelt förmådde även de ivriga kalvinisterna att underkasta sig hans inflytande. Leicester berövades all makt och lämnade landet (1587). Under de kritiska år, som nu följde, framstod Oldenbarnevelts statsmannagåvor på det mest lysande sätt. Han löste den svåra uppgiften att bevara en nödtorftig sammanhållning mellan de av partistrider uppfyllda provinserna, och i det han ägnade sin oerhörda arbetsförmåga åt skötseln av styrelsens alla grenar, ersatte han bristen på centralmyndighet. 
Oldenbarnevelt bidrog i väsentlig mån till organisationen av den här, med vilken Morits vann sina segrar. Utrikespolitiken blev dock det viktigaste fältet för hans verksamhet, öppnandet av underhandlingar med Spanien 1606 om fred eller stillestånd ledde till nya partistrider inom republiken, då Morits och de ivriga kalvinisterna var för krigets fortsättning, under det att Oldenbarnevelt, som på sin sida hade den mäktiga borgararistokratin i Holland, önskade fred. 
Då Oldenbarnevelt emellertid under förhandlingarna lyckades genomdriva så gott som alla de holländska önskemålen, bröts motståndet mot traktaten, och ett stilleståndsfördrag slöts 1609. Nu tog partistriderna i den nederländska republiken ny fart; särskilt rasade de på det religiösa området, mellan arminianerna och de stränga kalvinisterna (gomaristerna). De förra stöddes av Oldenbarnevelt och Hollands ständer, de senare hade på sin sida det lägre folket, generalstaterna och Morits av Oranien. 
Under inflytande av Oldenbarnevelt, som alltjämt med skärpa hävdade den provinsiella självständigheten, vägrade Hollands ständer sitt bifall till en av generalstaternas majoritet beslutad nationalsynod och värvade även trupper för att undertrycka de oroligheter, som de kalvinistiska ivrarna kunde ställa till. Jäsningen bland folket växte emellertid till en hotande höjd, och generalstaterna gav Morits i uppdrag att med vapenmakt framtvinga den värvade holländska styrkans upplösning. 
Morits ryckte med sina trupper fram mot Utrecht, som anslutit sig till Hollands politik, holländarna föll strax till föga, och Morits lät arrestera Oldenbarnevelt jämte ett par av hans förnämsta anhängare, bland dem Hugo Grotius (1618). Oldenbarnevelt ställdes till rätta inför en särskilt tillsatt domstol, vars flesta medlemmar var hans personliga fiender; han vägrade att försvara sig inför denna rätt, som ej hade någon laglig befogenhet att sitta till doms över honom. 
Oldenbarnevelt blev dock dömd till döden för högförräderi och halshöggs. Hans två söner, Reinier och Willem, sökte hämnas hans död genom ett anslag mot Morits liv (1623), men anslaget upptäcktes. Reinier halshöggs medan Willem, den egentlige upphovsmannen, lyckades fly. Willem kämpade sedan i spanjorernas led mot sitt fädernesland. 
Oldenbarnevelt är utan tvivel en av den holländska historiens mest betydande personligheter och nämns med rätta vid sidan av Vilhelm av Oranien som den nederländska fristatens grundläggare. Hans verksamhet var av den största betydelse såväl för utdaningen av republikens författning och organisation som för skapandet av dess yttre maktställning. Även om Hollands utveckling till en merkantil stormakt inlade Oldenbarnevelt stora förtjänster. 
Sina största segrar vann han på diplomatins fält, och det har sagts, att "Oldenbarnevelts historia är identisk med den nederländska politikens". Oldenbarnevelts inre politik med dess starka hävdande av den provinsiella partikularismen var knappast lika lycklig för Nederländernas framtida utveckling, ehuru hans ståndpunkt torde ha varit formellt riktig. 
De anklagelser för landsförräderi och personlig egennytta, som hans fiender framställde mot honom, var i varje fall fullständigt oberättigade. Han var visserligen härsklysten och ofta hänsynslös, men det kan dock ej råda något rimligt tvivel om, att hans verksamhet alltid främst avsåg fosterlandets (vilket för honom var provinsen Holland) nytta.